# Gekko nicobarensis
Gekko nicobarensis là một loài thằn lằn trong họ Gekkonidae. Loài này được Das & Vijayakumar mô tả khoa học đầu tiên năm 2009 dưới danh pháp Ptychozoon nicobarensis.